# كايل ويفر
كايل ويفر (بالإنجليزية: Kyle Weaver)‏ مواليد 18 فبراير 1986 في بلويت، هو لاعب كرة سلة أمريكي بدأ مسيرته الاحترافية في سنة 2008 حيث تم اختياره من قبل فريق شارلوت هورنتس خلال الدرافت يلعب في دوري بورتوريكو لكرة السلة ويحمل الرقم 58. يبلغ طوله 6 قدم 6 بوصة (2.0 م).

## فرق لعب لها
- أوكلاهوما سيتي ثاندر
- يوتاه جاز

## روابط خارجية
- كايل ويفر على موقع إن بي أي (الإنجليزية)
- كايل ويفر على موقع سبورتس رفرنس (الإنجليزية)
- كايل ويفر على موقع كرة السلة الأوروبية.كوم (الإنجليزية)
- كايل ويفر على موقع كلية كرة السلة في سبورتس رفرنس.كوم (الإنجليزية)
- كايل ويفر على موقع ريلجم (الإنجليزية)
- كايل ويفر على موقع بروبوليرز (الإنجليزية)
- كايل ويفر على موقع سبورتس رفرنس (الإنجليزية)
- كايل ويفر على موقع سبورتس رفرنس (الإنجليزية)